# Göd
Göd è una città di 18 379 abitanti situata nella contea di Pest, nell'Ungheria settentrionale.

## Amministrazione

### Gemellaggi
- Marignane, Francia
- Janoši, Ucraina
- Paleu, Romania
- Montreux, Svizzera